# Anne-Maurice La Thorillière
Pour l’article homonyme, voir La Thorillière.
Anne-Maurice Le Noir, dit La Thorillière, est un acteur français né dans les années 1690 et décédé le 23 octobre 1759.

## Biographie
Il débute à la Comédie-Française en 1722. 
Sociétaire de la Comédie-Française en 1722. 
Retraité en 1759.